# Carícias de Luxo
That Touch of Mink (pt/br: Carícias de Luxo) é um filme estadunidense de 1962 do gênero "Comédia Romântica", dirigido por Delbert Mann. Roteiro de Stanley Shapiro e Nate Monaster.

## Elenco

### Elenco principal
- Cary Grant... Philip Shayne
- Doris Day...Cathy Timberlake
- Gig Young...Roger
- John Astin
- Audrey Meadows...Connie Emerson
- Dick Sargent.

### Participações especiais (beisebolistas)
- Mickey Mantle .... ele mesmo
- Roger Maris .... ele mesmo
- Yogi Berra .... ele mesmo.
- Art Passarella .... ele mesmo

## Sinopse
Cathy Timberlake encontra-se desempregada na cidade de Nova Iorque, pois não consegue que seus empregadores deixem de sempre tentar seduzi-la. Ao ir receber o seguro-desemprego em um dia chuvoso, um Rolls-Royce passa em uma poça d'água e suja de lama seu casaco. O proprietário do carro, Philip Shayne, mais tarde a avista da janela de seu luxuoso escritório e envia seu nervoso secretário Roger atrás da moça, com um cheque. 
Roger se impressiona com a integridade da garota e a leva para falar pessoalmente com o milionário, esperando que ela lhe passe uma bronca. Mas, ao contrário do que ele espera, a moça se apaixona à primeira vista por Philip, que também é atraído por ela. O milionário começa a levar Cathy para os seus diversos compromissos do dia, que incluem um jogo de baseball e uma palestra na ONU sobre os recursos naturais dos países sub-desenvolvidos. 
Ao fim dos compromissos, Philip convida Cathy para uma viagem ao redor do mundo. A moça lhe pergunta se a está pedindo em casamento e ele imediatamente responde que não. Cathy então percebe que o milionário só quer a sua companhia e reluta em aceitar, pois está apaixonada mas não quer saber de aventuras sem compromisso.

## Premiação
- Indicado ao Oscar por "Melhor Direção de Arte", "Melhor Som" e "Melhor Roteiro Original".
- Venceu o Globo de Ouro por "Melhor Comédia". Cary Grant foi indicado como "Melhor Ator de Musicais/Comédia".
- Venceu o Golden Laurel Awards por 'Melhor Comédia" e Doris Day, Cary Crant e Gig Young venceram como "Melhor Atriz de Comédia", "Melhor Ator de Comédia" e "Melhor Ator Coadjuvante", respectivamente.
- Venceu o Prêmio dos Críticos Americanos por melhor roteiro de comédia.